# Donhierro
Donhierro is een gemeente in de Spaanse provincie Segovia in de regio Castilië en León met een oppervlakte van 17,22 km². Donhierro telt 99 inwoners (1 januari 2016).

## Demografische ontwikkeling
Bron: INE, 1857-2011: volkstellingen